# Димитрије Голубовић
Димитрије Голубовић (Панчево, 23. април 1800 — Панчево, 23. јул 1880) био је српски добротвор, мецена и трговац. 

## Биографија
Рођен је у Панчеву на Ђурђевдан, отац му се звао Стеван и био је учитељ, а мајка Пелагија. Димитрије је оцу често помагао у учитељском раду и сам желећи да једном постане учитељ. Међутим његов отац је желео да Димитрије постане трговац, тако је после завршене Трговачке школе у Панчеву Димитрије неко време боравио у Горњој Угарској и у Дебрецину, да би по повратку у родно место отворио своју трговачку радњу.
Димитрије је био добротвор и хуманитарац и један од првих људи који је схватио значај образовања девојака и жена. Поред мањих легата завештао је Вишој девојачкој школи у Панчеву 25.000 форинти и притом рекао:
Знајући да су добро образоване матере један од најглавнијих услова за умно и материјално унапређење свакога народа, а видећи да је у нашем сиромашном народу за образовање женскиња мало рађено, остављам двадесет и пет хиљада форината на вишу српску женску школу у Панчеву, која је на основу, Српским народним сабором донесене и Њ. ц. и кр. апостолским Величанством санкционисане, уредбе у Панчеву основана.
Овај фонд зваће се Заклада Димитрија Голубовића, уз услов да старатељ буде православна црквена општина. 
Преминуо је у Панчеву 23. јула 1880. године. 